# Nublues
Nublues ist ein Jazzalbum von Joel Ross. Die im Studio entstandenen Aufnahmen erschienen im Februar 2024 auf Blue Note Records.

## Hintergrund
Als die COVID-19-Pandemie ausbrach, setzte Joel Ross seine Studien am New School-Konservatorium in New York fort, wo er zum Abschluss seines Studiums auch eine Blues-Klasse besuchte. Es erwies sich für den Vibraphonisten als eine Entscheidung, die seine Sicht auf den Blues von der archaischen 12-Takt-Form zu dem veränderte, was er „eine Art Geist, eine Energie“ nennt, notierte Neil Spencer. Die Pandemie ließ Ross sich auch fragen, ob seine drei vorherigen Alben für Blue Note nicht zu pingelig waren und sich nicht zu sehr mit „Zeit- und Tempomanipulationen“ beschäftigten, was für Unentschlossene ein wenig entmutigend war.
Für sein Album Nublues hat sich der 28-jährige Musiker mit seinen Kollegen an eine moderne Auslegung des Blues gemacht und dafür sieben neue Stücke geschrieben. Um der Jazzgeschichte Tribut zu zollen, hat er außerdem zwei Klassiker von John Coltrane und einen von Thelonious Monk neu interpretiert. Zu Ross gesellen sich der Altsaxophonist Immanuel Wilkins, der Pianist Jeremy Corren, die Bassistin Kanoa Mendenhall und der Schlagzeuger Jeremy Dutton sowie die Flötistin Gabrielle Garo als Gast.

## Titelliste

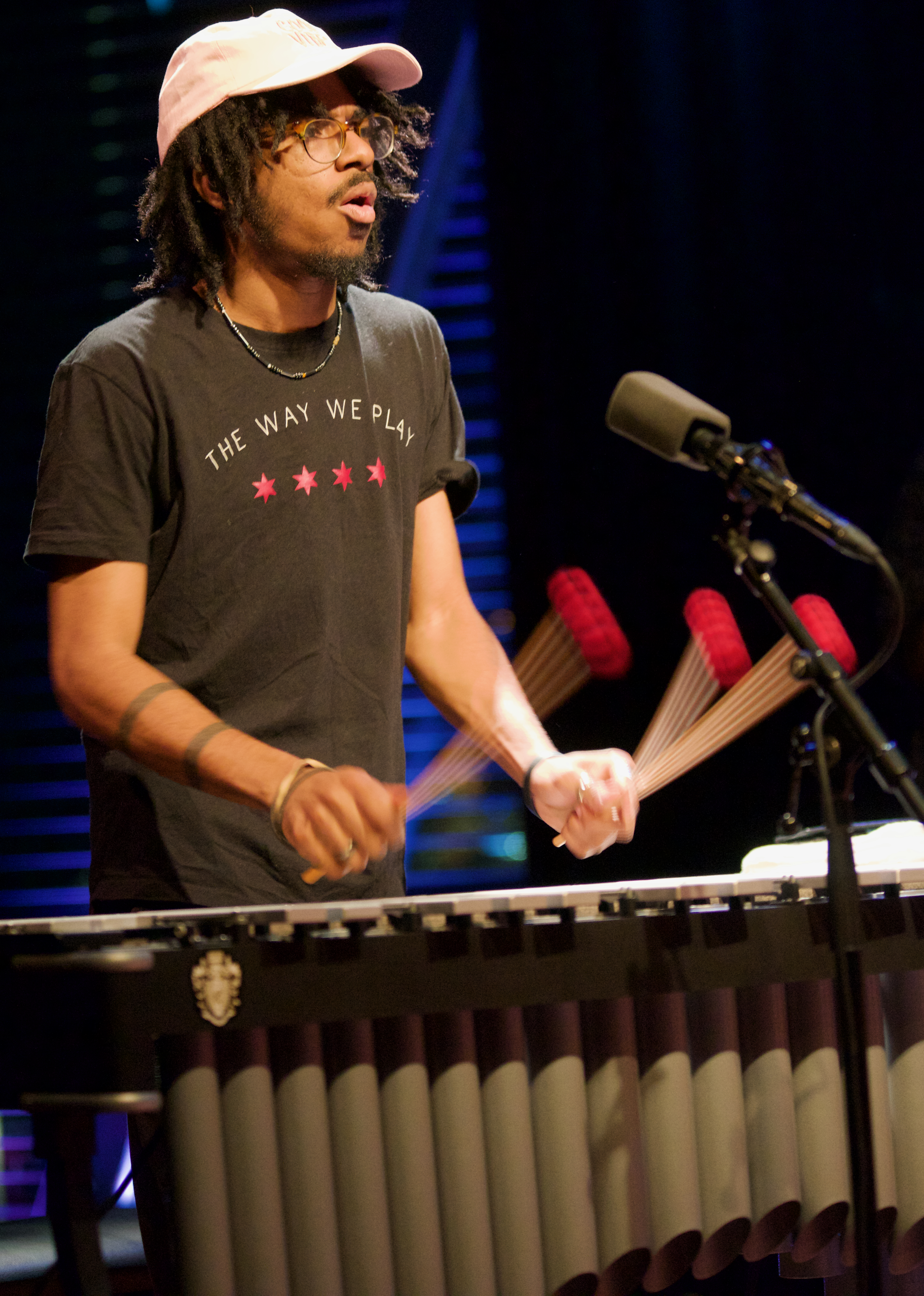
Joel Ross 2017

- Joel Ross: Nublues (Blue Note Records)[3]

1. Early 3:57
2. Equinox (Coltrane) 8:38
3. Mellowdee 11:13
4. Chant 2:38
5. What Am I Waiting for? 2:47
6. Bach (God the Father in Eternity) 8:40
7. Nublues 8:13
8. Ya know? 9:38
9. Evidence (Monk) 8:03
10. Central Park West (Coltrane) 4:27

Wenn nicht anders vermerkt, stammen die Kompositionen von Joel Ross.

## Rezeption

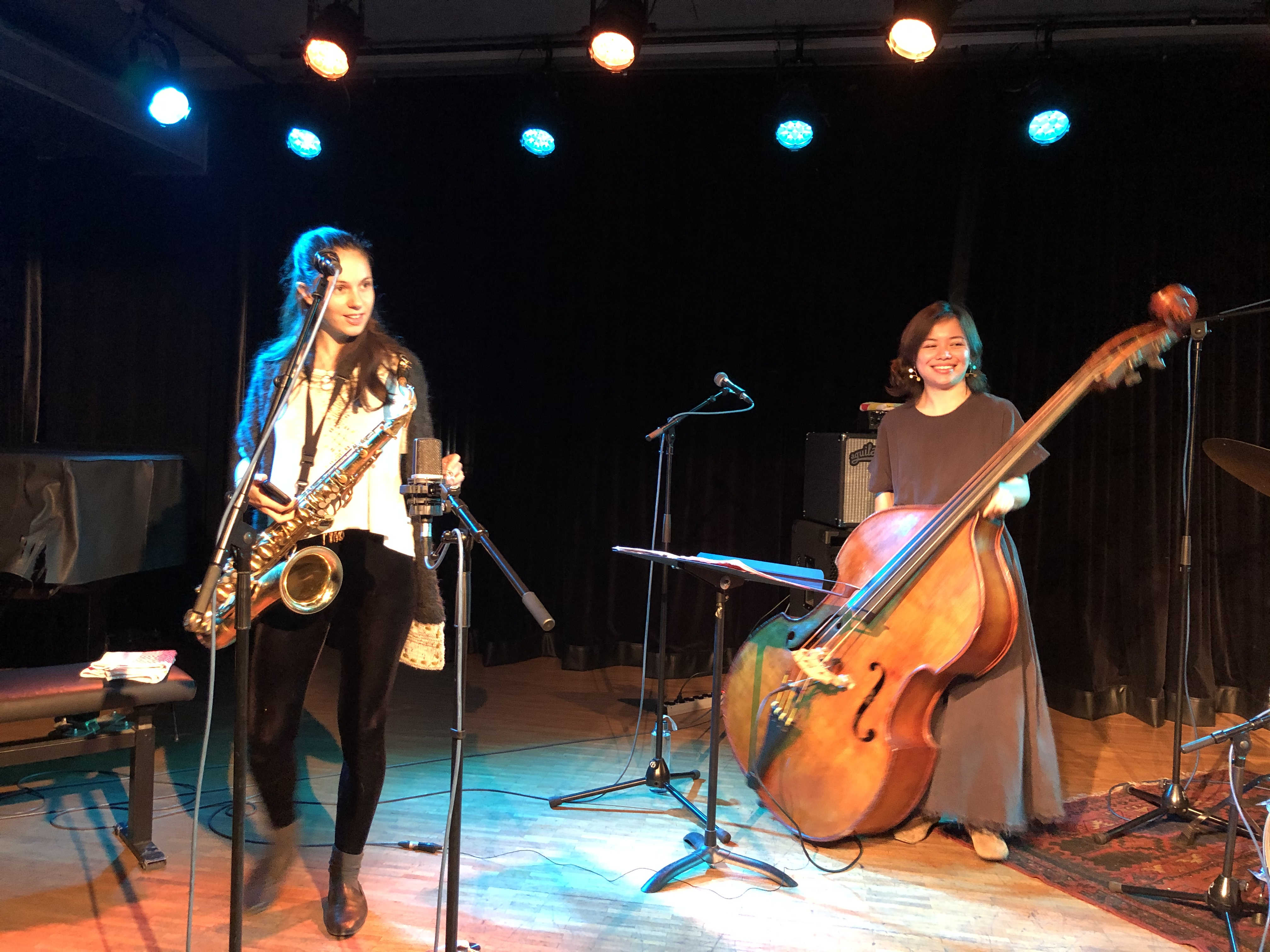
Kanoa Mendenhall (am Bass mit der Saxophonistin Maria Grand 2019)

Auf diesem vierte Album für Blue Note würde Ross zwar wiederum mit seiner regulären Good Vibes-Gruppe spielen, einem Quartett mit dem Altsaxophonisten Immanuel Wilkins, es sei aber zugänglicher als die früheren Alben, meinte Neil Spencer in The Guardian. Das Album basiere auf luftigen Coverversionen von „Evidence“ von Thelonious Monk und „Equinox“ und „Central Park West“  von John Coltrane sowie sieben Eigenkompositionen. Das Titelstück und „Mellowdee“ seien schillernde Beispiele für Ross’ Talent. Ersteres klinge voller hallender Läufe fast wie Dub; letzteres lasse ihn mit Wilkins’ drahtigem Altsaxophon streiten. „What Am I Waiting For?“ habe Anklänge an Charles Mingus’ trauriges „Goodbye Pork Pie Hat“; „Bach (God the Father in Eternity)“ klinge ähnlich wie Kirchenmusik, und während er „Chant“ spiele, wechsle Ross für ein kurzes, intensives Duett mit der Flötistin (und Partnerin) Gabrielle Garo zum Klavier. Dies sei eine innovative Hommage an die Tradition.
Dieses Album sei aus dem Drang heraus entstanden, Balladen und Blues zu erforschen und dabei seinen Weg zum Herzen des Jazz zu finden und ihn gleichzeitig voranzutreiben, indem er seine Vergangenheit und seine Wurzeln untersucht, schrieb Phil Freeman in Stereogum/Ugly Beauty. Er beginne den Titeltrack des Albums solo und lasse dabei schimmernde, hallende Töne in kleinen Triolen los, bevor er in bluesige Verzierungen ausbreche, die durch den Hall verzerrt werden. Erst fast drei Minuten nach Beginn des achtminütigen Stücks komme der Rest der Band hinzu und dann gehe es wirklich tiefgründig zu.
Nach seinem so aufwendigen wie personalstarken Album The Parable of the Poet würde Joel Ross seiner rasch anschwellenden Diskografie nun mit reduzierter Besetzung einen Blues- und Balladenzyklus hinzufügen, der es nicht nur in spiritueller Hinsicht in sich hat, urteilte Ssirus W. Pakzad in Jazz thing. Mit seiner Stammmannschaft zeige der Ausnahmevibraphonist, was alles in dem Oberthema Blues und Balladen stecke. Sein geschlossener Reigen enthalte „mal versunken-meditativ im Rubato treibende Passagen, Aufwühlendes, Angedüstertes, eindringlich-hymnische Melodien, die das musikalische Geschehen beseelen, wildes Austreiben (wie im Titelstück), prächtig swingende Sequenzen“. Der knapp 29-jährige Ross zeige nicht erst auf Nublues, dass er sowohl als Instrumentalist als auch als Komponist einen ganz eigenen Ton gefunden hat.
Nublues wurde vom NDR als „Jazzalbum der Woche“ präsentiert. Auf allen zehn Stücken von Nublues würden die beteiligten Musiker ihren Sinn für den Blues und die Melodie intensivieren, während sie den Geist des modernen, urbanen Lebens reflektierten, erläuterte Sarah Seidel im NDR. Für Joel Ross gehöre in diese Sammlung von Blues-Anklängen auch eine Hommage an Johann Sebastian Bach, wobei er hier Kompositionsfragmente des Barock-Komponisten mit dem Sound afroamerikanischer Musik verknüpft.
Das Album gelangte im Juli 2024 auf #14 bei dem von Tom Hull erhobenen Mid-Year Jazz Critics Poll.